# Bachhausen (Mühlhausen)
Bachhausen ist ein Gemeindeteil der Gemeinde Mühlhausen im Landkreis Neumarkt in der Oberpfalz und eine ehemalige Gemeinde.

## Lage
Das Pfarrdorf liegt südlich von Sulzbürg und südlich des Main-Donau-Kanals auf circa 401 m ü. NHN. Südlich des Ortes fließt der Roßbach in östlicher Richtung vorbei, der vom Kanal aufgenommen wird.

## Geschichte
Um 1140 machte Otto von Bachhausen eine Stiftung an das Kloster Weltenburg, darunter den Zins von einer Wiese zu Bachhausen. Kurz vor 1220 wollte Ritter Ramung von Schwabach durch eine Stiftung die Pfarrei Bachhausen errichten, jedoch sprach Bischof Friedrich von Eichstätt 1224 die in Bachhausen bestehende Kapelle der Pfarrei Weidenwang, wo der Eichstätter Bischof Gundekar II. zwischen 1057 und 1075 eine Kirche geweiht hatte, als Filiale zu. Als 1376 das Klösterlein Grab durch die die Herren von Stein am Schlüpfelberg als eine Art Filialkloster des Benediktinerklosters Plankstetten gegründet wurde, gehörten zu den Fundationsgütern aus den Eigengütern der Steiner auch Güter in Bachhausen.
Im 14. Jahrhundert ist Bachhausen eine Zugehörung zur wolfstein’schen Burg Niedersulzbürg. Den Kirchensatz hatte Albrecht von Wolfstein 1359 vom Kloster Waldsachsen gekauft, und 1361 hatte der auf Niedersulzbürg sitzende Hilpolt III. von Stein vom Klarissenkloster St. Klara zu Nürnberg unter anderem Güter in Bachhausen erworben.
Auf dem Augsburger Reichstag 1530 waren die Wolfsteiner unter dem protestantischen Adeligen anwesend, hatten also die Reformation angenommen. Jedoch dauerte es bis zur Mitte des 16. Jahrhunderts, bis sie diese in ihrem Territorium umgesetzt hatten; in der Pfarrei Bachhausen, zum Dekanat Hilpoltstein des Bistums Eichstätt gehörend, kam erst um 1578 die Reformation zur Geltung. Die seit 1625 einsetzende Gegenreformation unter dem bayerischen Kurfürsten Maximilian musste vor der Landeshoheit der Wolfsteiner Halt machen, das protestantisch gewordene Bachhausen blieb also protestantisch. Mit der Reformation hörten auch die Gottesdienste im „Grabkirchlein“ auf, jedoch hatte der Bachhauser Pfarrer auf sulzbürgischen Geheiß dort dreimal im Jahr eine Predigt zu halten.

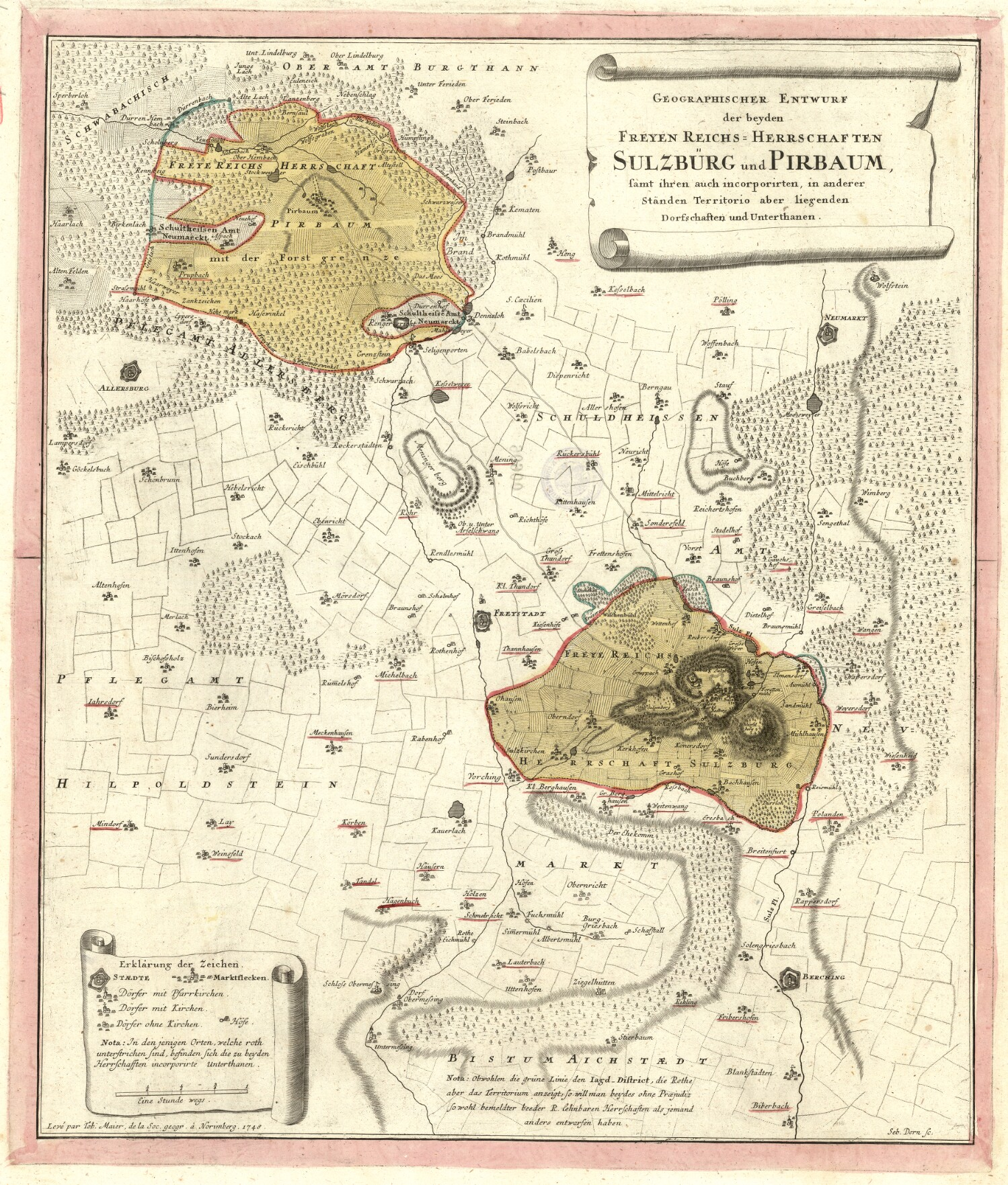
Bachhausen, ein Dorf mit Pfarrkirche im Süden der Herrschaft Sulzbürg im Jahr 1748

Um 1732 gehörte zum wolfsteinschen Amt Sulzbürg der Ort „Bachhaußen“, bestehend aus 15 „Mannschaften“ (= Höfe) und dem Hirtenhaus. 1740 starb mit dem letzten Reichsgrafen von Wolfstein, Christian Albrecht, das Geschlecht aus; der Besitz kam als erledigtes Reichslehen (1769 auch der Allodialbesitz) an das herzogliche Bayern, das zur Verwaltung dieser Güter, auch der Güter des Dorfes Bachhausen, die Kabinettsherrschaften Sulzbürg-Pyrbaum errichtete, wobei Bachhausen mit 16 Höfen sowohl hoch- wie niedergerichtlich Sulzbürg, mit den zwei Höfen des Kösterleins Grab abwechselnd niedergerichtlich den Wolfsteinern und dem Kloster Plankstetten unterstand. Am Ende des Alten Reiches, um 1800, machten den Ort 17 Höfe aus, nämlich drei Halbhöfe, ein Drittelhof, fünf Viertelhöfe und acht 1/16-Höfe.
Im Königreich Bayern wurde Bachhausen den um 1808 gebildeten Steuerdistrikt Erasbach zugeteilt. Mit dem Gemeindeedikt von 1818 wurde aus Bachhausen und Körnersdorf die Ruralgemeinde Bachhausen im Landkreis Neumarkt gebildet, die 1827 in das Landgericht und Rentamt Beilngries kam und der 1830 die Reismühle aus der Gemeinde Erasbach und Wiesenheid aus der Gemeinde Pollanten hinzugefügt wurden; Wiesenheid ist letztmals 1856 nachweisbar und ist seitdem abgegangen. Dem von 1820 bis 1831 existierenden Patrimonialgericht II. Klasse der Hofmark Erasbach des Freiherrn von Rupprecht unterstanden in Bachhausen vier Güter. Im Zuge der Gebietsreform in Bayern wurde die Gemeinde Bachhausen aus dem aufgelösten oberpfälzischen Landkreis Beilngries zum 1. Juli 1972 nach Mühlhausen im oberpfälzischen Landkreis Neumarkt eingemeindet.

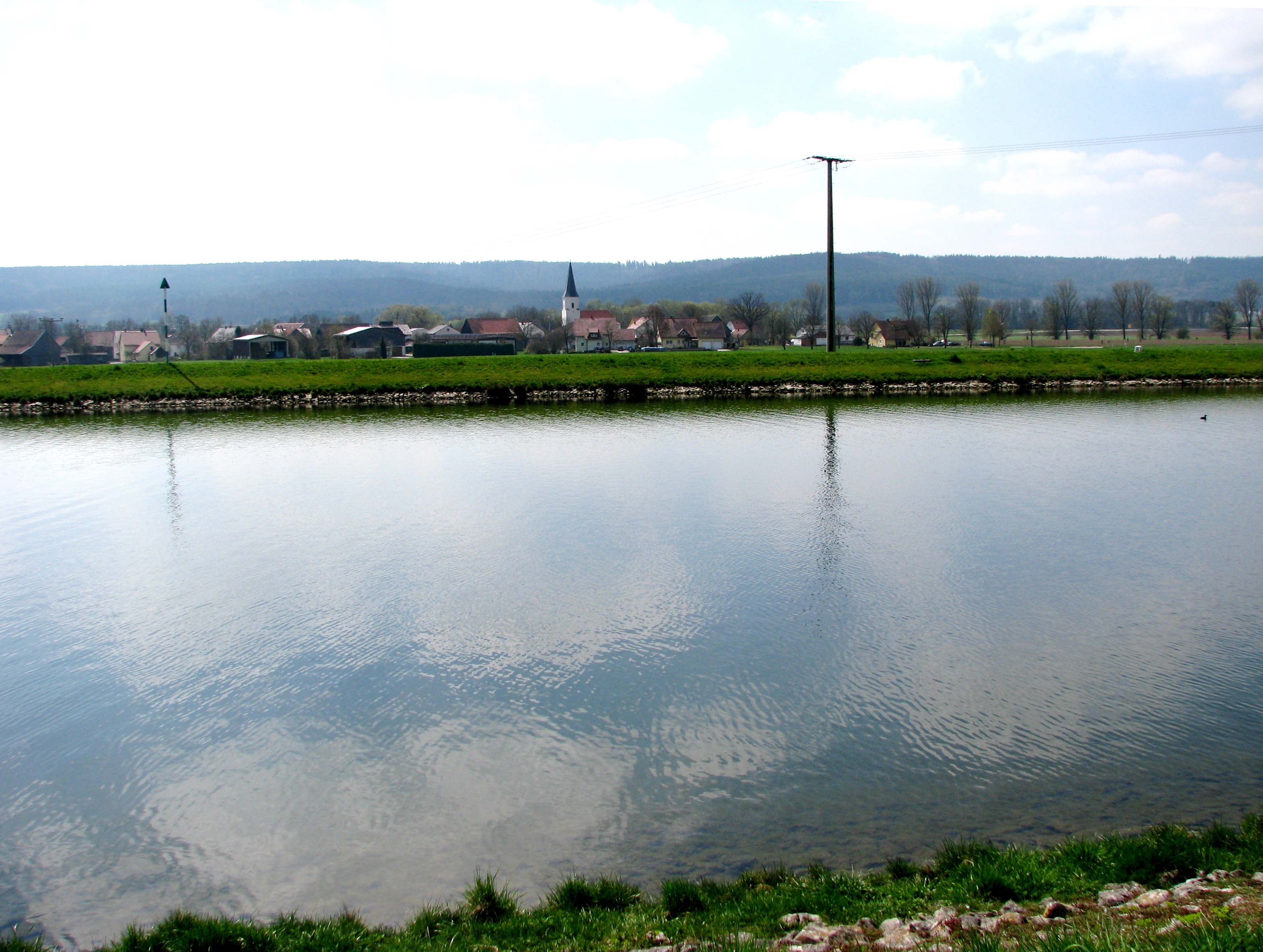
Bachhausen. vom Main-Donau-Kanal aus

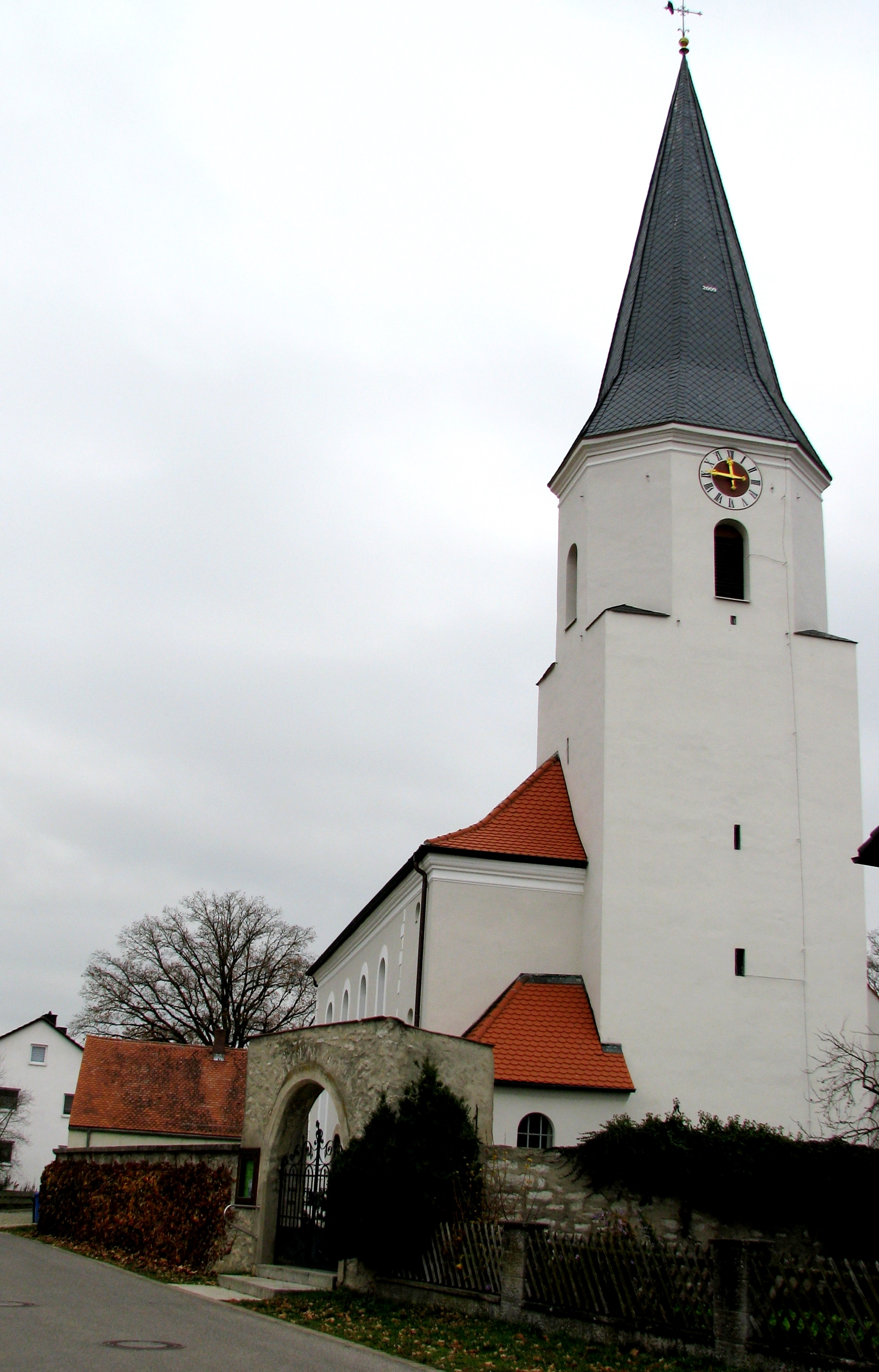
Petruskirche

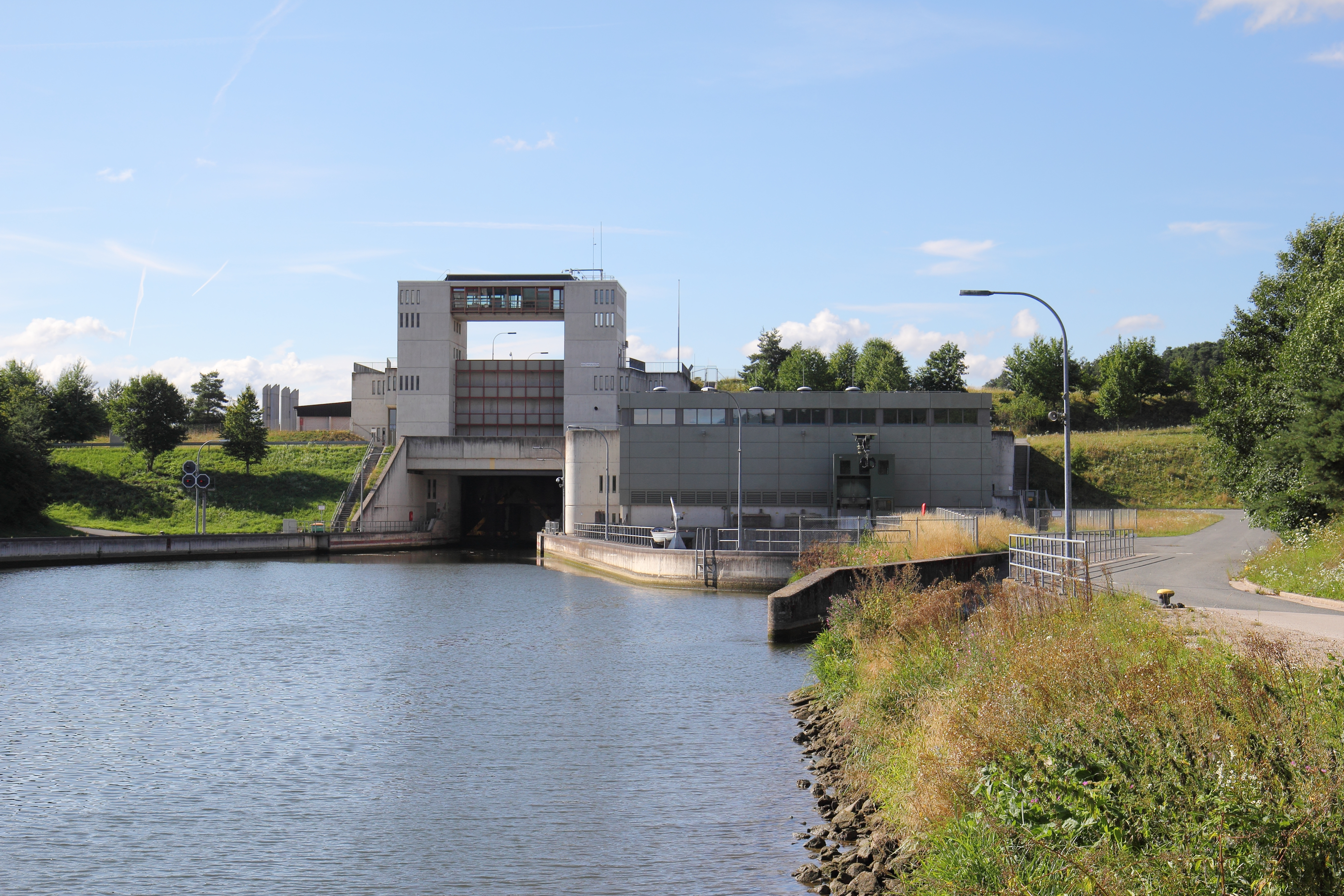
Schleuse Bachhausen

### Einwohnerzahlen des Kirchdorfes
- 1830: 148 (23 Häuser)[14]
- 1861: 128 (57 Gebäude, 1 Kirche, Schule)[15]
- 1871: 132 (77 Gebäude; Großvieh: 8 Pferde, 134 Stück Rindvieh)[16]
- 1900: 125 (27 Wohngebäude)[17]
- 1938: 104 (9 Katholiken der Pfarrei Sulzbürg, 95 Protestanten)[18]
- 1950: 159 (24 Häuser)[19]
- 1961: 117 (22 Wohngebäude)[20]
- 1970: 102[21]
- 1987: 106 (25 Wohngebäude, 29 Wohnungen)[1]

### Einwohnerzahlen der Gemeinde Bachhausen
- 1861: 229 (81 Gebäude in 3 Orten, nämlich Bachhausen, Körnersdorf und Reismühle)[22]
- 1871: 218 (4 Katholiken, 214 Protestanten) (130 Gebäude, 44 Wohngebäude) (Viehbestand: 20 Pferde, 253 Stück Rindvieh, 228 Schafe, 138 Schweine)[16]
- 1900: 209 (11 Katholiken, 198 Protestanten) (457 Hektar) (45 Wohngebäude) (Viehbestand: 14 Pferde, 247 Stück Rindvieh, 132 Schafe, 185 Schweine, 1 Ziege)[17]
- 1961: 185 (26 Wohngebäude) (457 Hektar)[20]

## Evangelische Petruskirche
Wann die erste Kirche gebaut wurde, ist nicht überliefert. Vor der Reformation war Bachhausen eine Filiale von Weidenwang. 1584 ist mit Johann Zinß, einem Bruder des Pfarrers von Kerkhofen, ein erster evangelischer Pfarrer in Bachhausen tätig. 1681 bekam die Kirche einen neuen Altar; über ihm ist die Kanzel angebracht. 1736 wurde unter Einbeziehung des gotischen Ostturms ein Neubau errichtet; die Friedhofsmauer aus Bruchstein mit Toreingang stammt aus dem 17. Jahrhundert.
Der evangelische Pfarrer von Bachhausen hatte auch Mühlhausen zu pastorieren.

## Baudenkmäler
Außer der Kirche gelten das Pfarrhaus aus dem Anfang des 19. Jahrhunderts und das Haus Nr. 21, ein Wohnstallhaus mit Putzbändern, im 18./19. Jahrhundert errichtet, als Baudenkmäler.

## Verkehrsanbindung
Eine Gemeindeverbindungsstraße führt von der Staatsstraße 2220 nach Bachhausen und weiter über den Kanal zur Kreisstraße NM 19. Auch von Erasbach und von Körnersdorf her führen Straßen nach Bachhausen. Einen Kilometer südöstlich von Bachhausen befindet sich die Schleuse Bachhausen des Main-Donau-Kanals.

## Persönlichkeiten
- Schweigger, Johann Georg, Goldschmied, Gold- und Silberarbeiter, * in Bachhausen, begraben 1679 in Nürnberg[26]